# Týlní kost
Týlní kost (latinsky: os occipitale) tvoří základní část spodiny lebeční. Obklopuje velký nebo též týlní otvor, (foramen magnu)). Dělí se na následující základní části:
- tělo týlní kosti (pars basilaris) před týlním otvorem,
- boční části týlní kosti (partes laterales), párová, po stranách od týlního otvoru,
- šupina týlní kosti (squama ossis occipitalis) za týlním otvorem.

## Tělo týlní kosti (pars basilaris ossis occipitalis)

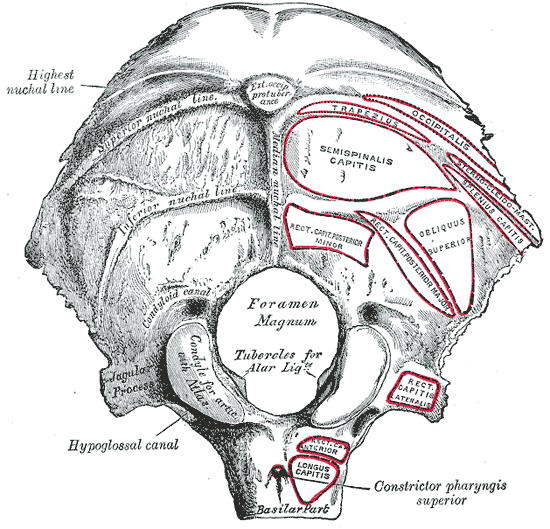
Týlní kost, vnější pohled Gray's Anatomy, 1918

Tělo týlní kosti (pars basilaris ossis occipitalis) je část týlní kosti směřující od týlního otvoru (foramen magnum) dopředu a mírně nahoru, kde se spojuje s klínovou kostí synchodrózou (synchondrosis sphenooccipitalis), která se po ukončení růstu mění na synostózu. Na její vnitřní ploše se nachází tzv. svah (clivus), mělký žlábek směřující dolů k týlnímu otvoru (foramen magnum). Na bazální nebo spodní ploše se nachází hltanový hrbolek (tuberculum pharyngeum), který se nachází ve střední čáře a na který se připojuje hltan.

## Boční části týlní kosti (partes laterales ossis occipitalis)

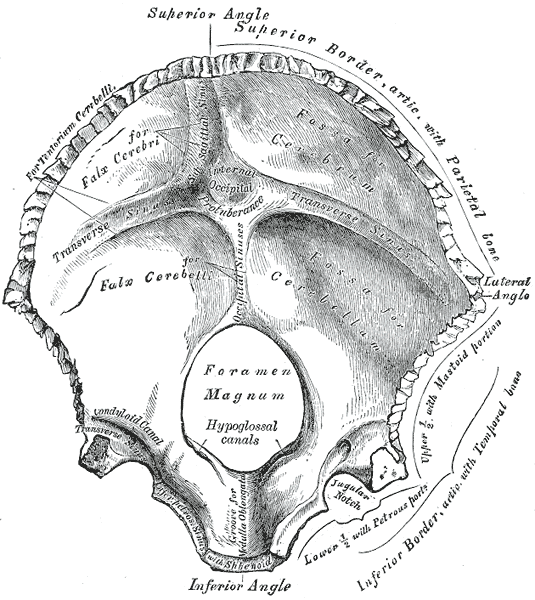
Týlní kost, vnitřní pohled Gray's Anatomy, 1918

Boční části týlní kosti (partes laterales ossis occipitalis) jsou uloženy laterálně od foramen magnum. Na bazální ploše se nacházejí párové condyli occipitales, kloubní výrůstky, které jsou součástí kraniovertebrálního spojení. Dále jimi probíhá canalis nervi hypoglossi, kanál, kterým příčně přes kondyly probíhá XII. hlavový nerv (podjazykový nerv, Nervus hypoglossus). Za kondyly se nachází jamka, fossa condylaris, ze které pokračuje intrakraniálně canalis condylaris – prochází jím spojnice mezi nitrolebním a mimolebním žilním systémem.
V místě spojení pars lateralis se spánkovou kostí je otvor – foramen jugulare (někdy je drobným výběžkem částečně rozdělen na dorzolaterální a ventromediální část); za ním vybíhá okraj pars lateralis do výběžku – processum jugularis.

## Šupina týlní kosti (squama occipitalis)
Část šupiny týlní kosti (squama occipitalis) osifikuje na podkladě chrupavky (chrondrogenně), část na podkladě vaziva (desmogenně). S párovou temenní kostí (os parietale) je spojena lambdovým švem (sutura lambdoidea).
Na vnějším povrchu šupiny se uprostřed nachází hrbol (protuberantia occipitalis externa), který pokračuje na obě strany lištami (lineae nuchales supremae), na které se upíná povrchová šíjová fascia. Pod nimi jsou další paralelně jdoucí párové lišty linea nuchalis superior (místo úponu trapézového svalu, musculus trapezius) a linea nuchalis inferior (místo úponu vazivových sept mezi jednotlivými vrstvami svalů šíje). Crista occipitalis externa je hrana ve střední čáře za foramen magnum, na kterou se upíná ligamentum nuchae – šíjový vaz.
Na vnitřním povrchu šupiny se uprostřed nachází protuberantia occipitalis interna, tvořící střed vyvýšeniny v tvaru kříže, která je otiskem žilních splavů – nazývá se eminentia cruciformis. Eminentia cruciformis dělí vnitřní plochu štěrbiny na 2 horní jámy pro týlní laloky mozku a dvě dolní jámy pro hemisféry mozečku.

## Variabilita
Kost týlní obsahuje celou řadu možných variací, pro které zatím nejsou přiřazeny české termíny. Může se jednat například o přídatný šev (sutura mendosa), nebo přídatnou kůstku vmezeřenou u vrcholu lambdového švu (os incae). Obvyklé jsou i přídatné otvory (například canalis mastoideus), nebo jámy (fossa occipitalis mediana).